# Ramiro Funes Mori
Ramiro José Funes Mori, född 5 mars 1991 i Mendoza, är en argentinsk fotbollsspelare som spelar för River Plate. Hans tvillingbror, Rogelio är också fotbollsspelare och spelar för UNAM.

## Karriär
Den 21 juni 2018 värvades Funes Mori av Villarreal, där han skrev på ett fyraårskontrakt.

## Meriter

### Klubblag
River Plate
- Copa Sudamericana: 2014
- Recopa Sudamericana: 2015
- Copa Libertadores: 2015
- Suruga Bank Cup: 2015